# Gaius Iunius Silanus (Konsul 10)
Gaius Iunius Silanus war Mitglied der römischen Plebejerfamilie der Iunier und Konsul des Jahres 10 n. Chr.
Sein Vater hieß ebenfalls Gaius Iunius Silanus, sein Großvater war vermutlich Marcus Iunius Silanus, der Konsul von 25 v. Chr. Seine Mutter war eine Atia und damit verwandt mit Augustus’ Mutter. Über seine Lebensdaten ist nichts bekannt, außer dass er eine Schwester Iunia Torquata hatte, die mindestens 60 Jahre lang Vestalin war. Vielleicht war Marcus Iunius Silanus, der Suffektkonsul von 15 n. Chr., sein Bruder. Sein Sohn war möglicherweise Gaius Appius Iunius Silanus.
20–21 n. Chr. war Silanus Prokonsul von Asia. 22 n. Chr. wurde er in dieser Eigenschaft von den Bundesgenossen wegen Erpressung belangt. In diesem Zusammenhang warfen ihm der Konsular Mamercus Aemilius Scaurus und einige andere  laesa maiestas vor. In einem in Tacitus’ Augen ungerechten Verfahren, in dem er, ein ungeübter Redner, allein gegen die Ankläger und Tiberius stand, ließ der Kaiser die Anklageschrift des Augustus gegen Lucius Valerius Messalla Volesus verlesen, um von vornherein jeden Widerstand zu unterdrücken. Zuvor hatte man bereits seine Sklaven verkauft, damit sie unter der Folter gegen ihren ehemaligen Herrn aussagten. Silanus wurde geächtet und zur Verbannung nach Gyaros verurteilt. Zu seinen Gunsten sprach nur seine Schwester, die darum bat, dass er als Iunier und ehemaliger Konsul auf die weniger unwirtliche Insel Kythnos geschickt würde. Tiberius gab dieser Bitte statt.
Seit dem Jahr 4 n. Chr. war Silanus Flamen Martialis gewesen. Dieses Amt verlor er bei seiner Verbannung ebenfalls.